# 京野菜

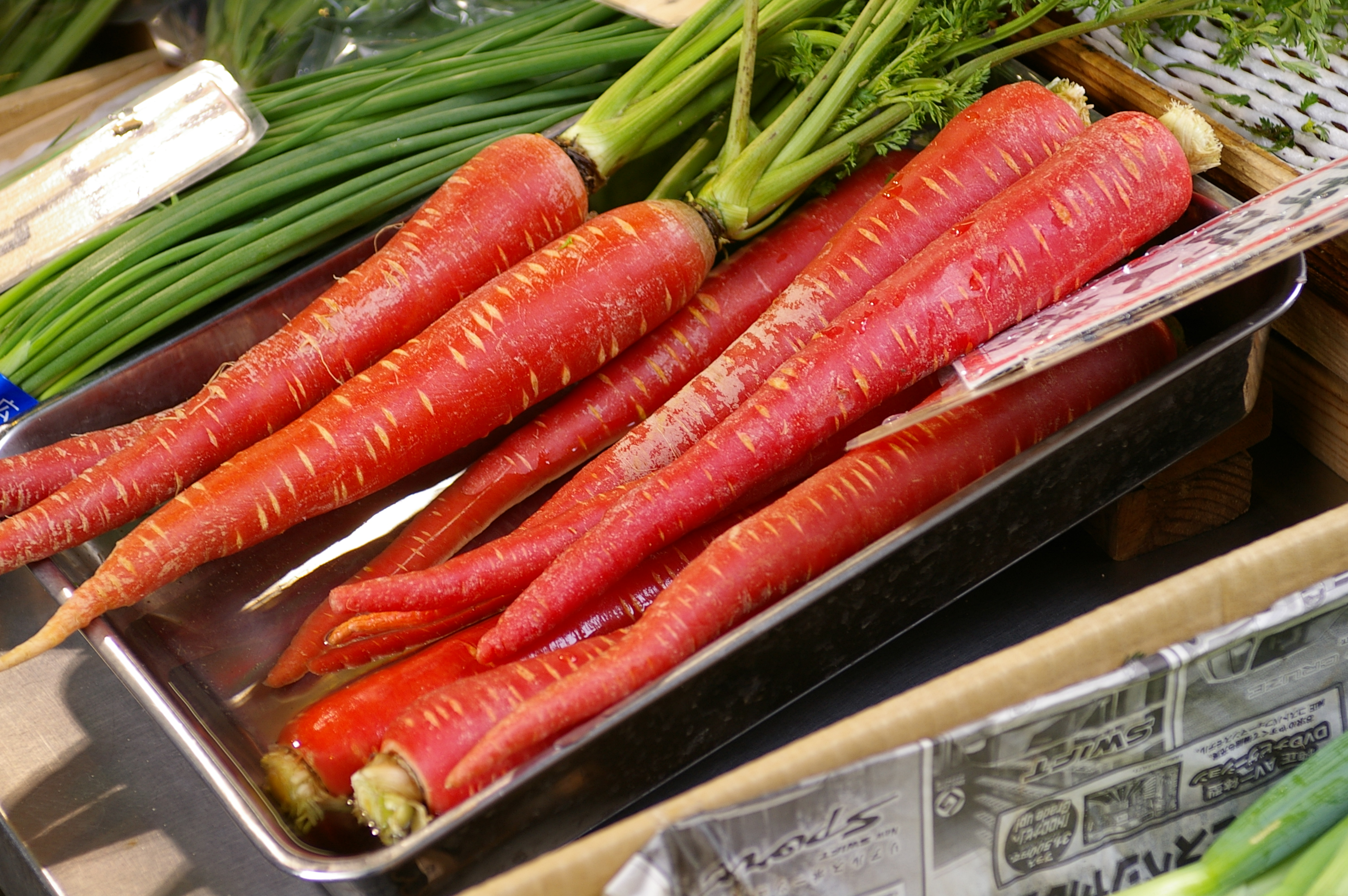
京都錦市場所販賣的京野菜，該蔬菜名稱為“金時胡蘿蔔”

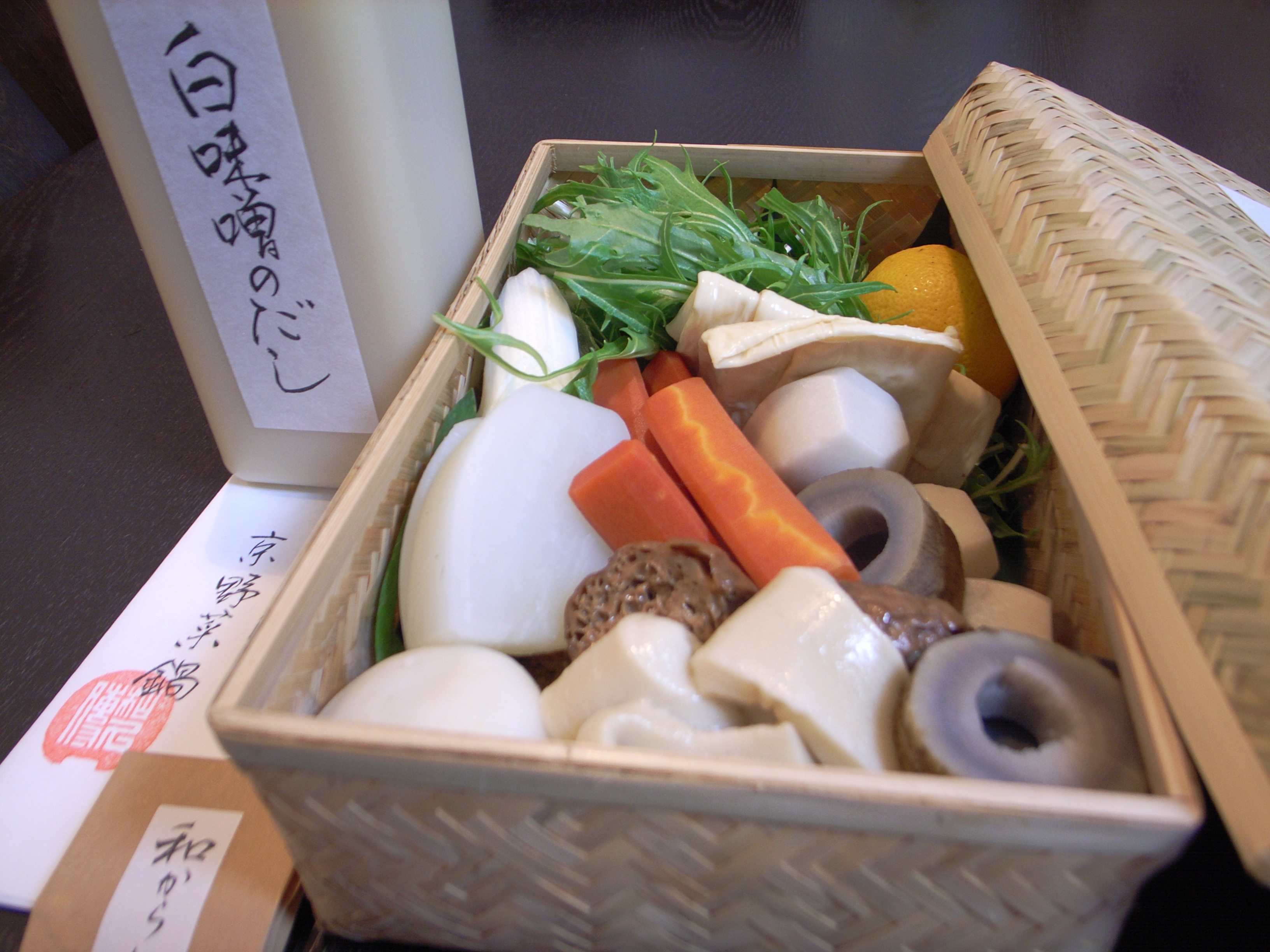
壽喜燒火鍋所配的一套京野菜蔬菜盒，日本人喜歡把一頓就能吃完的京野菜全部塞到同一個盒子裏，在顧客吃之前可供觀賞

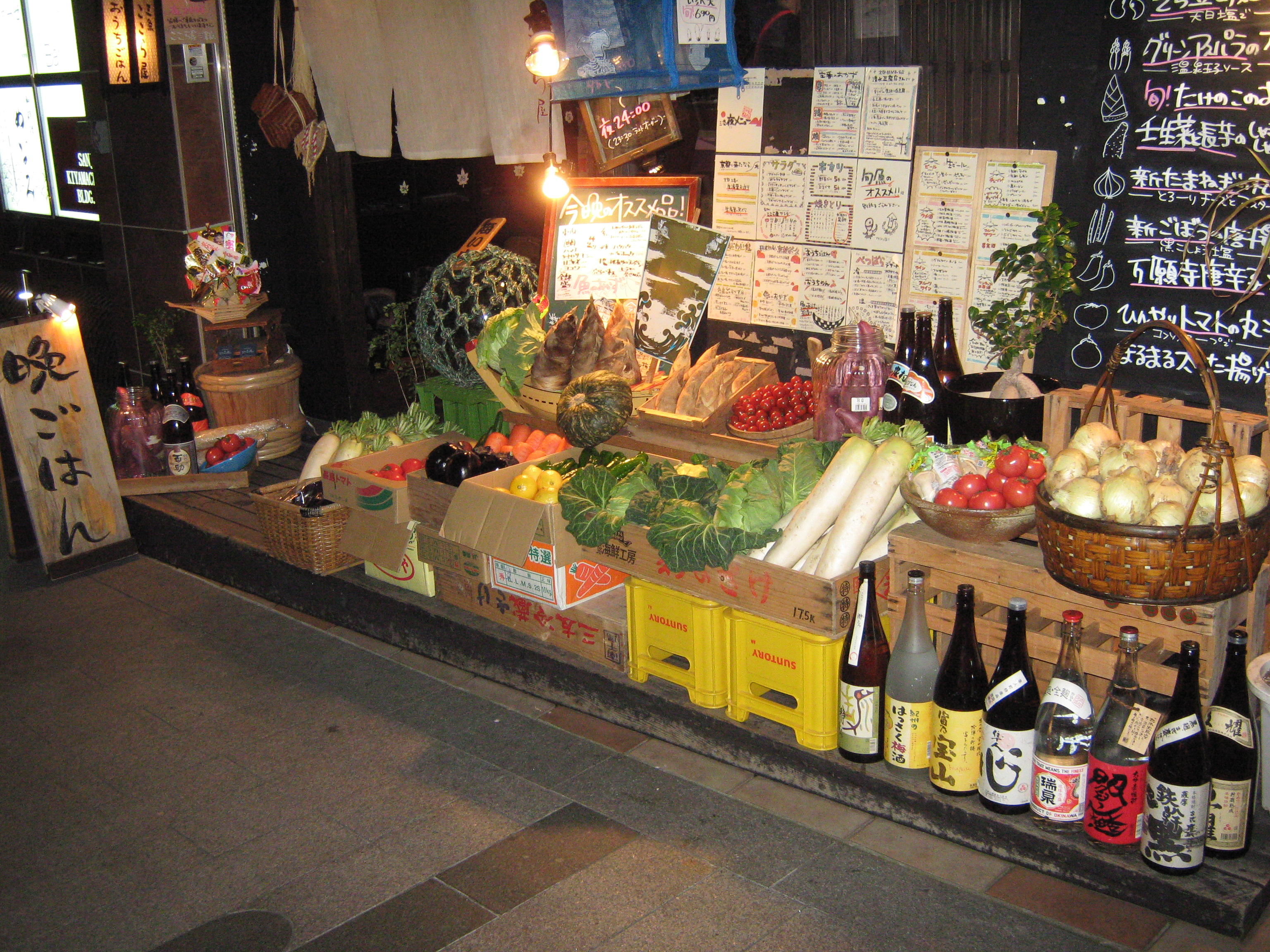
京都市的中京区木屋町通裏的一家日本料理店，它正在對顧客推銷“本店採用100%的京野菜作為原料”，並將京野菜整齊的排列在店門口

京野菜（日语：／），是日本京都市生產之蔬菜的總稱，以紫紅色、橘紅色為特點，色彩鮮艷，適合製作京都的地方菜京料理。
2009年，京野菜一詞被日本政府定義，分為兩種：一種是用京都市的“土壤”栽培出來的所有蔬菜；另一種是專指在日本明治時代前就在京都市種植的蔬菜“品種”，並且已經成為一種品牌認證手段。由於京都市的冬天不算太冷，但夏天極為炎熱，且日夜溫差大，故在這層氣候下長出來的京野菜，它們的表皮會呈現出鮮紅的色澤，常用的有胡蘿蔔、蕃茄、鷹爪椒、圓茄、紫薯、紫芋等，以酸味和辣味的蔬菜居多。

## 歷史發展
京野菜並不是一類具體的蔬菜，而是一類依據“土壤”或“品種”定義出來的蔬菜。無論它的分類方法為何，都與日本的“京都市”有關，例如使用了京都產的某個蔬菜品種，或者使用了京都獨特的栽培方式。但也有例外，例如京料理中常見的百合根就不是京野菜，京都市也不產百合根。
一般來說，明治時代之前京都市就有的蔬菜通通可以算作京野菜，例如在5～12世紀期間從中國和韓國傳入京都的芋頭、胡蘿蔔、茄子；而在19世紀的明治時代之後傳入京都市的蔬菜，就一律不能算京野菜了。20世紀60年代，京都市市政府出資，對京野菜進行了大量歷史考究，使京野菜成為日本料理中最昂貴的蔬菜，利用其“文化魅力”而不是“口味本身”來進行營銷，各大日本傳統料亭也以“能用京野菜作原料”為榮。
到了20世紀80年代，隨著日本泡沫經濟的發達，日本人可以花大錢去享用之前沒法吃到的蔬菜。京都市的農林水產部就以政府的力量親自下場，一一認證京都本地的蔬菜品種。而其它的日本古都也有樣學樣，創造出諸如大阪市的難波野菜、奈良市的大和野菜、石川縣的加賀野菜等新蔬菜品種，並積極對來日本旅遊的外國人宣傳說“這是日本的傳統環保食品”。這導致了目前京野菜最主要的功能是“獲得品牌認證”，以便吃它的顧客們能進行“炫耀型消費”，而不用於真正的量產食用。
20世紀90年代以來，日本的農業技術趨於發達，日本農民就對京野菜以及全日本各地的蔬菜進行了雜交實驗。例如京野菜中的“萬願寺辣椒”就是京都市、大阪市和東京市這三個城市產的鷹爪椒雜交出來的，原本京都是沒有的。根據日本政府的定義，這種“日本蔬菜互相雜交”就不算血統被污染，依然可以當作京野菜等品牌販賣；但如果是“日本和外國的蔬菜品種雜交”就不能再成為品牌蔬菜了，因為其純正的日本血統遭到了稀釋。與現代雜交品種相比，最原始版本的京野菜雖然足夠美味，但是其產量極低，且沒法控制統一美觀的形狀，不適合現代社會，因此純種的京野菜在日本其實並不常見。
從2008年開始，由於之前的“品牌推廣”和“雜交技術”，日本人開始迷信起京野菜的營養價值。根據一份1990年的研究，日本人普遍認為京野菜比一般的蔬菜更美味，也認為京野菜有更多的維生素、礦物質和膳食纖維，雖然這是個謊言。京都市還將每月的15日定為“京野菜日”，鼓勵京都市民在這一天只吃京野菜，並設計了卡通人偶去開展推銷活動。

## 引用資料
1. ↑  青谷実知代. . 生活科学論叢 (神戸松蔭女子学院大学). 2010, 41: 1–10.
2. ↑  . 京都府立図書館.   [2015-10-25]. （原始内容存档于2016-03-04）.
3. ↑  猪股慶子監修 成美堂出版編集部編 2012，第95頁.
4. ↑  小野浩 2004，第316頁
5. ↑  猪股慶子監修 成美堂出版編集部編. . 成美堂出版. 2012-07-10: 95. ISBN 978-4-415-30997-2.
6. ↑  . 京都市.   [2015-10-27]. （原始内容存档于2023-11-19）.
7. ↑  上田耕司, , 淡交社, 2014, ISBN 9784473039675
8. ↑  . 公益社団法人 京のふるさと産品協会.   [2015-10-29]. （原始内容存档于2016-01-23）.
9. ↑  小野浩. . 日本調理科学会誌 (日本調理科学会). 2004, 37 (3): 316–319.
10. ↑  松井実. . フードシステム研究 (日本フードシステム学会). 2011, 18 (2): 113–116.
11. ↑  松井実 2011，第116頁
12. ↑   (PDF). 京都府農林水産部.   [2015-10-25]. （原始内容存档 (PDF)于2016-03-06）.